# Colibrí diamant gorjanegre
El colibrí diamant gorjanegre (Heliodoxa schreibersii) és una espècie d'ocell de la família dels troquílids (Trochilidae) que habita boscos i terrenys oberts de les terres baixes per l'est dels Andes al sud-est de Colòmbia, est de l'Equador, nord-est del Perú i nord-oest del Brasil amazònic. 

Ha estat considerat coespecífic d'Heliodoxa whitelyana.